# Thayne (Wyoming)
Thayne város az USA Wyoming államában, Lincoln megyében. Lakosainak száma 380 fő (2020. április 1.).

## Népesség
A település népességének változása:

| 2010 | 366 |
| 2020 | 380 |